# Оперативне командування «Північ»
Оперативне командування «Північ» (ОК «Північ», в/ч А4583) — оперативне об'єднання Сухопутних військ Збройних Сил України у північній частині України на території 6 областей та міста Києва. Штаб розташований в місті Чернігові.
Територія відповідальності: Житомирська, Київська, Полтавська, Сумська, Черкаська, Чернігівська області та місто Київ.

## Історія

### Передумови і російсько-українська війна
Напередодні початку агресії з боку росії в Криму та на Сході України відбулось розформування до 31.12.2013 Територіального управління «Північ» зі штабом в Чернігові, і зоною відповідальності якого були території Житомирської, Київської, Полтавської, Сумської, Харківської, Черкаської і Чернігівської областей та міста Києва. Причиною цьому став новий військово-адміністративний поділ, що набував чинності з 1 січня 2014 року та передбачав наявність лише двох оперативних командувань — «Північ» та «Південь», — утворених шляхом переформувань штабів армійських корпусів. Так, в 2013 році на базі 13-го армійського корпусу зі штабом в Рівному, було створене Оперативне командування «Північ», командувач 13 АК став командувачем ОК «Північ». Це було досить суттєве укрупнення — до зони відповідальності ОК «Північ» увійшли 13 областей (Вінницька, Волинська, Житомирська, Закарпатська, Івано-Франківська, Київська, Львівська, Рівненська, Тернопільська, Хмельницька, Черкаська, Чернівецька, Чернігівська області) і місто Київ.
Після початку російсько-української війни в 2014 році, загроза вторгнення російських військ з північного напрямку і змусила відновити і перенести управління ОК «Північ» в м. Чернігів, а органам управління в Рівному підпорядковано ОК «Захід».

### Створення
У відповідності до вимог спільної Директиви Міністра оборони України та Генерального штабу Збройних Сил України 16 лютого 2015 року на базі військового містечка № 19 Чернігівського гарнізону було сформоване оперативне командування «Північ» (в/ч А4583) Сухопутних військ Збройних Сил України. Першим Командувачем ОК був призначений генерал-майор Олександр Локота. Формування розпочалось з прибуття до Чернігівського військкомату оперативної групи у складі 5 осіб із Західного оперативного командування (м. Львів). Найбільше навантаження лягло на Регіональний центр РЕР «Північ», тому що він фактично став формувачем не лише управління оперативного командування, а й частин з комплекту забезпечення роботи оперативного командування. В зону відповідальності війшли Житомирська, Київська, Полтавська, Сумська, Черкаська і Чернігівська області та місто Києва.
Першим і головним завданням було прийняти в підпорядкування частини колишнього 8-го армійського корпусу. Вже до 10 березня прийняли в склад командування 72-гу механізовану бригаду, 1-шу танкову бригаду, 30-ту механізовану бригаду, 1129-й зенітний ракетний полк, 12-й полк оперативного забезпечення та інший комплект частин.
5 травня командування прийняло Сектор С в зоні АТО в своє підпорядкування.
24 серпня 2016 року управлінню оперативного командування «Північ» було вручено Бойовий Прапор та Грамоту Президента України.

## Структура
До складу ОК «Північ» входять:
- 1-ша окрема танкова Сіверська бригада (А1815, смт Гончарівське, Чернігівська область)
- 30-та окрема механізована бригада імені князя Костянтина Острозького (А0409, м. Звягель, Житомирська область)
  - 2-й окремий мотопіхотний батальйон
- 58-ма окрема мотопіхотна бригада імені гетьмана Івана Виговського (А1376, м. Суми, м. Конотоп, м. Глухів, смт Вороніж, Сумська область)
  - 13-й окремий мотопіхотний батальйон
  - 15-й окремий мотопіхотний батальйон
  - 16-й окремий мотопіхотний батальйон
- 72-га окрема механізована бригада імені Чорних Запорожців (А2167, м. Біла Церква, Київська область)
  - 12-й окремий мотопіхотний батальйон
- 26-та окрема артилерійська бригада імені генерал-хорунжого Романа Дашкевича(А3091, м. Бердичів, Житомирська область)
- 1129-й зенітний ракетний Білоцерківський полк (А1232, м. Біла Церква, Київська область)
- 12-й окремий танковий батальйон (А0932, смт Гончарівське, Чернігівська область)
- 54-й окремий розвідувальний батальйон імені Михайла Тиші (А2076, м. Звягель, Житомирська область)
- 420-й окремий батальйон безпілотних систем «ХОРТ»[9]

Частнини забезпечення бойової діяльності:
- 90-й командно-розвідувальний центр
- Регіональний центр радіоелектронної розвідки «Північ» (А2622 м. Чернігів)
- 5-й окремий полк зв'язку (А2995 м. Чернігів)
- 12-й окремий полк підтримки (А3814 м. Звягель)
- 20-й окремий батальйон радіоелектронної боротьби (А1262 м. Житомир)
- 50-й окремий ремонтно-відновлювальний полк (А1586 смт Гуйва)
- 107-й розрахунково-аналітична станція
- 226-й окремий автомобільний батальйон (м. Бердичів)
- 134-й окремий батальйон охорони і обслуговування
- 181-й окремий батальйон матеріального забезпечення
- інші спеціальні частини та частини забезпечення
- військові комісаріати

## Командування

### Командувачі
- 2015—02.2017: генерал-лейтенант Локота Олександр Дмитрович
- 02.2017—2017: генерал-лейтенант Назаркін В'ячеслав Миколайович
- 2017—2019: генерал-лейтенант Кравченко Володимир Анатолійович
- 2019: т.в.о. генерал-майор Осипчук Василь Миколайович[10]
- 2019—2021: генерал-майор Залужний Валерій Федорович[11][12]
- 10.2021—03.2023: генерал-майор Ніколюк Віктор Дмитрович[13][14]
- 03.2023—03.2025: бригадний генерал/генерал-майор Красильников Дмитро Сергійович[15][16]
- з 03.2025: бригадний генерал Шандар Олексій Михайлович[16]

### Начальники штабу— перші заступники
- 2015—2017: генерал-майор Кравченко Володимир Анатолійович
- з 2017: генерал-майор Ромигайло Петро Дмитрович

### Заступники
- 2015—2016: генерал-майор Грищенко Андрій Миколайович
- 2016—2018: полковник Красота Ігор Олексійович
- 2018—2020: генерал-майор Осипчук Василь Миколайович[17][18]
- з 2020: генерал-майор Оцерклевич Олексій Ярославович

## Нагороджені військовослужбовці
Найвищими державними нагородами відзначені:
- Собко Сергій Станіславович, полковник, 30 омбр, — Герой України (2015);
- Гринюк Володимир Володимирович, майор, 30 омбр, — Герой України (2015);
- Межевікін Євген Миколайович, позивний «Адам», підполковник, 1 отбр, — Герой України (2015);
- Кизило Андрій Олександрович, позивний «Орел», майор, 72 омбр, — Герой України (2017, посмертно);
- Тарасюк Василь Олександрович, позивний «Тайфун», лейтенант, 72 омбр, — Герой України (2017);
- Лоскот Євген Олександрович, капітан, 1 отбр, — Герой України (2017, посмертно);
- Віннік Іван Іванович, підполковник, 30 омбр, — Герой України (2019);
- Жук Андрій Сергійович, позивний «Мауглі», майор, 72 омбр, — Герой України (2019, посмертно).

## Символіка
Об'єднуючим символом усіх Оперативних командувань Сухопутних військ Збройних Сил України є перехрещені меч та пірнач, що їх зображено у верхніх частинах емблем відповідних Оперативних командувань. Сюжети з перехрещеною зброєю, в тому числі й пірначем і мечем, традиційно використовувалися в козацькій геральдиці XVII—XVIII ст.
Також у сучасній емблемі ОК «Північ» відтворено кольори герба Чернігівської області та знак чернігівського князя Мстислава Володимировича (бл. 983—1036).

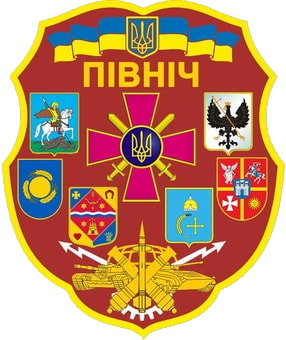
2015—2020
з 2020